# Autostrada A1 (Croația)
Autostrada A1 (în croată Autocesta A1) este cea mai lungă autostradă din Croația, având 465,5 km. Ea leagă Zagreb, capitala țării, cu Split, al doilea oraș din țară, centrul istoric al regiunii Dalmația, și reprezintă un coridor major de transport pe direcția nord-sud la nivel național, și o parte semnificativă din autostrada Adriatică-Ionică. În afară de Zagreb și Split, autostrada A1 trece pe lângă mai multe orașe croate, oferind acces în mai multe parcuri naționale și naturale, situri din patrimoniul mondial UNESCO și numeroase stațiuni, în special de-a lungul coastei Mării Adriatice. Autostrada este în curs de extindere spre sud de la Split către portul Ploče⁠(en)[traduceți] și orașul Dubrovnik. Importanța națională a acestei autostrăzi este reflectată de impactul pozitiv pe care l-a avut asupra orașelor pe care le leagă și prin cel avut asupra turismului croat⁠(en)[traduceți], dar importanța sa reală ca rută de tranzit urmează să crească după realizarea autostrăzii Adriatică-Ionică pe secțiunile care acum sunt deservite doar de Șoseaua Adriatică⁠(en)[traduceți] și de alte șosele cu două benzi de circulație din Slovenia și Albania, care se leagă de autostradă.

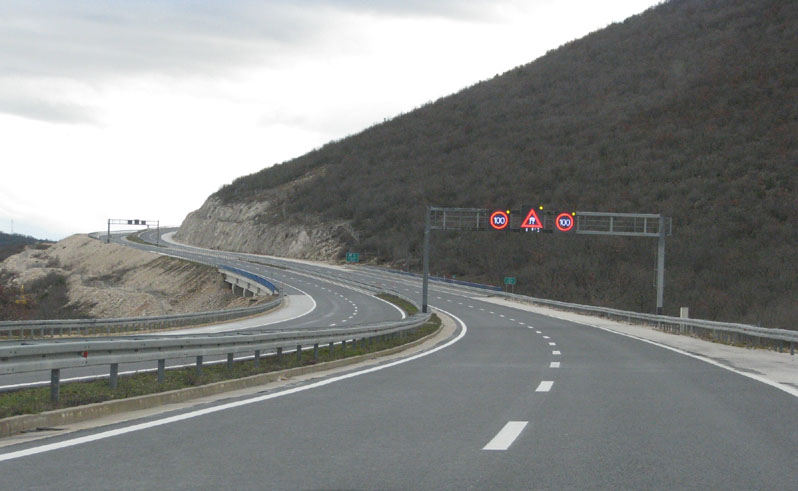
Autostrada A1 lângă Trogir, cu semne de circulație variabile

Autostrada este formată pe fiecare sens din câte două benzi de circulație și câte o bandă de urgență, sensurile fiind separate de un spațiu despărțitor central. Toate intersecțiile autostrăzii A1 sunt denivelate. Cum ruta traversează o zonă montană și de coastă foarte accidentată, traseul terminat în august 2011 are 361 de poduri, viaducte, tuneluri și alte structuri similare, inclusiv cele mai lungi două tuneluri din Croația și două poduri de peste 200 m. Există 33 de ieșiri și 26 de spații de servicii de-a lungul drumului. Cum autostrada este una cu plată, pe baza unui sistem de tichete și a clasificării vehiculelor în Croația, la fiecare ieșire există un spațiu pentru plată.
Se făceau planuri pentru o autostradă între Zagreb și Split încă de la începutul anilor 1970, și a fost demarat un credit public pentru a strânge bani pentru construcție. Din cauza frământărilor din Croația⁠(en)[traduceți] și Iugoslavia, însă, construcția ei a fost etichetată drept „proiect naționalist” și a fost anulată în 1971 de guvernul federal iugoslav. După declarația de independență a Croației din 1991 și după Războiul Croat de Independență, s-au reluat eforturile de a construi autostrada în anul 2000. Segmentul Zagreb–Split a fost terminat în 2005, în timp ce primele secțiuni dintre Split și Dubrovnik s-au deschis în 2007 și 2008. Costurile de construcție s-au ridicat până în prezent la 3 miliarde de euro. Cifra include fondurile aprobate pentru construcția ce urma să fie terminată în 2013. Pe de altă parte, suma nu include costurile de construcție legate de segmentul Lučko–Bosiljevo 2 întrucât acea secțiune a fost finanțată ca parte a proiectului autostrăzii Rijeka–Zagreb prin Autocesta Rijeka–Zagreb⁠(en)[traduceți], operatorul actual al acelui sector. Restul autostrăzii A1, adică secțiunile de la sud de ieșirea Bosiljevo 2 sunt operate de compania Hrvatske autoceste⁠(en)[traduceți].

## Descrierea rutei

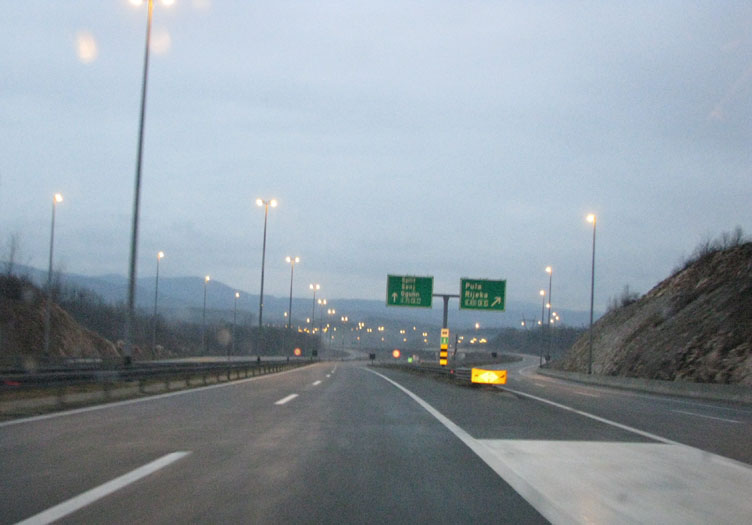
Nodul Bosiljevo 2, de unde se ramifică A6

Autostrada A1 (în croată Autocesta A1) este o autostradă majoră pe direcția nord-sud și leagă capitala țării, Zagreb, cu regiunea istorică Dalmația, unde urmează o rută paralelă cu coasta Mării Adriatice. Ca parte a rețelei rutiere croate, este integrată în două drumuri europene majore: E65 Praga–Bratislava–Zagreb–Rijeka–Split–Dubrovnik și E71 Budapesta–Zagreb–Karlovac–Bihać–Knin–Split. Autostrada este una de mare importanță pentru Croația în termeni de dezvoltare a economiei, în special turismul, dar și ca rută de tranzit. Aceasta este reflectată prin dezvoltarea accelerată a regiunilor conectate de autostrada A1. O parte din autostradă este considerată a fi un segment din autostrada Adriatică–Ionică.
A1 are 465,5 km de la Zagreb (nodul Lučko) până la Vrgorac lângă Ploče via Split. Ruta deservește Karlovac prin D1, Gospić prin D534, Zadar prin D8 și D424 și Šibenik prin D533. Ea urma să ajungă la Ploče la sfârșitul lui 2012. Autostrada A1 are două benzi de circulație și o bandă de urgență pe fiecare sens pe tot parcursul, cu unica excepție a viaductului Drežnik, unde nu există bandă de urgență. Aproape toate nodurile existente sunt de tip trompetă, cu excepția celui de la Lučko, care este de tip stivă. Sunt numeroase spații de servicii de-a lungul drumului, ele oferind diferite tipuri de servicii, de la simple parcări cu toaletă la benzinării restaurante și hoteluri. În iunie 2011, autostrada avea 33 de noduri, care furnizau acces la numeroase orașe și la alte drumuri naționale. În viitor, capătul sudic al autostrăzii va fi aproape de Dubrovnik.

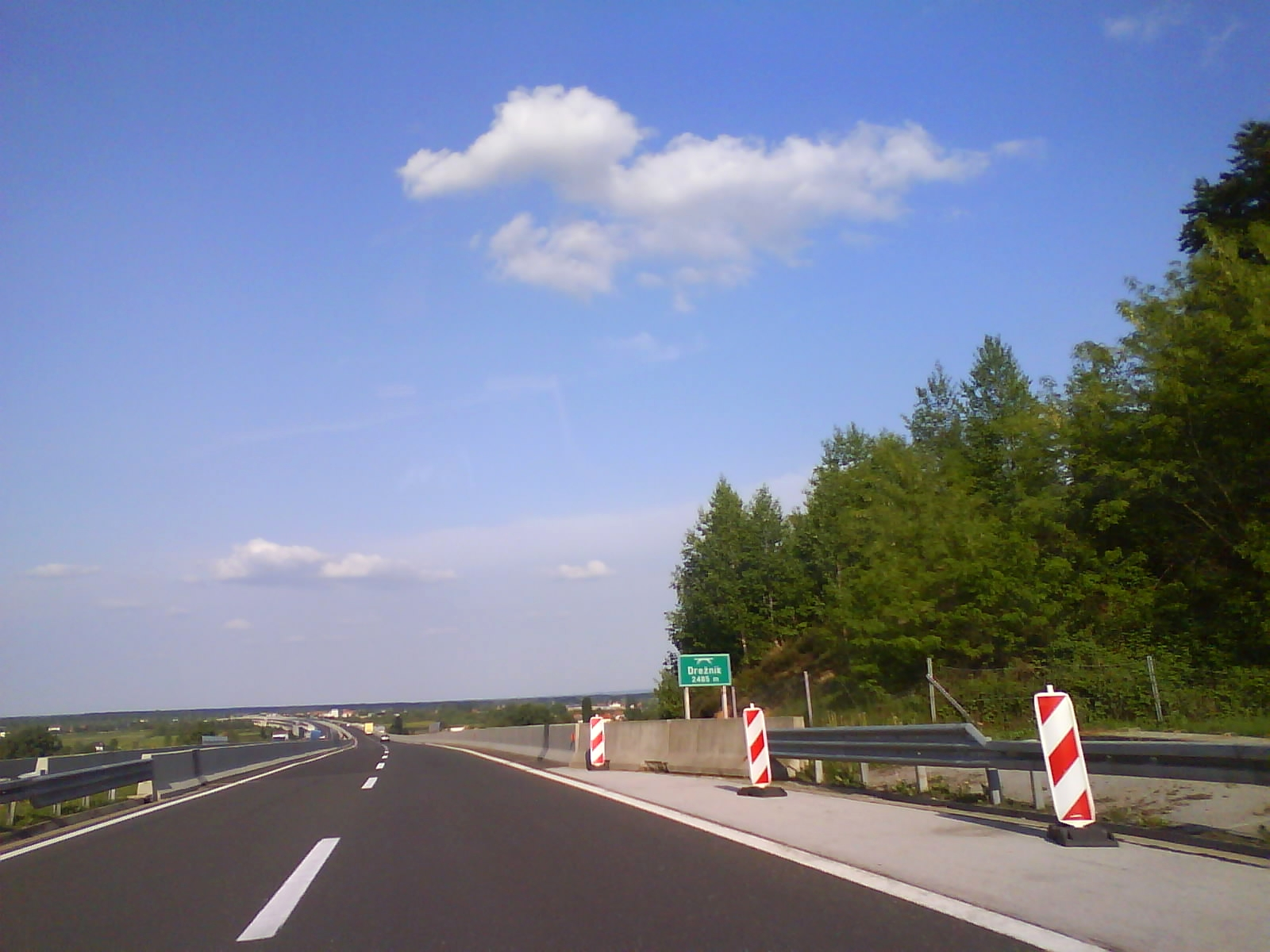
Aproape de viaductul Drežnik

Între nodurile Lučko și Bosiljevo 2, autostrada urmează coridorul pan-european Vb, și se suprapune peste autostrada Zagreb–Rijeka. Nodul Bosiljevo 2 distribuie traficul spre sud de pe A1 spre Rijeka (prin autostrada A6) și către Split. Acel segment de 67 km din autostradă este operat de compania Autocesta Rijeka–Zagreb, în vreme ce restul autostrăzii este administrat direct de Hrvatske autoceste.
Autostrada are un sistem automat de monitorizare a traficului și de semnalizare. El este compus din sisteme de măsurare, control și semnalizare aflate în zonele în care condițiile de drum pot varia—la noduri, lângă viaducte, poduri, tuneluri și în zone în care pot apărea ceață și vânt puternic. Sistemul dispune și de semne de circulație variabile, pe care le utilizează pentru a comunica unele condiții de drum schimbătoare, posibile restricții și alte informații utile pentru șoferi.
Ruta autostrăzii are un parcurs spectaculos prin dealurile joase din nord, munții din zona centrală, și pe coasta Dalmației din sud. Ea deservește, fie direct, fie prin alte drumuri de legătură, un număr mare de destinații turistice, cum ar fi Bjelolasica din Gorski Kotar, numeroase stațiuni de la Marea Adriatică și mai multe parcuri naționale și naturale. În regiunea Lika, acesta sunt Parcul Național Lacurile Plitvice, Parcul Național Sjeverni Velebit și Parcul Natural Velebit, iar în Dalmația autostrada deservește Parcul Național Paklenica, Parcul Natural Telašćica, Parcul Național Kornati, Parcul Natural Lacul Vrana, Parcul Național Krka și Parcul Natural Biokovo. Ruta are legături și către mai multe situri din patrimoniul mondial UNESCO, cum ar fi lacurile Plitvice, Catedrala Sfântul Iacob din Šibenik, Palatul lui Dioclețian din Split și orașul istoric Trogir.

## Taxe de utilizare

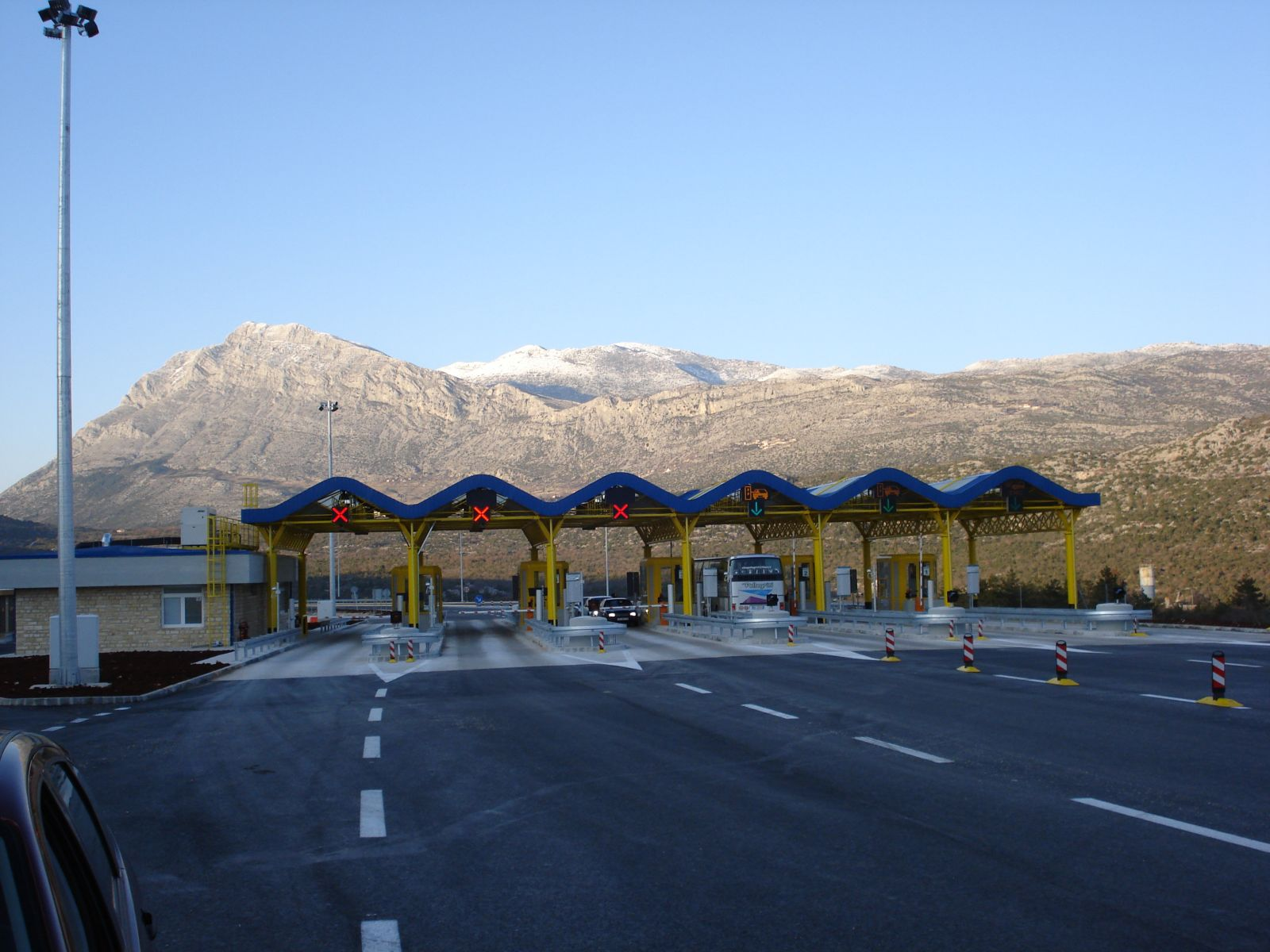
Ravča toll plaza

A1 este autostradă cu plată, pe baza clasificării naționale a vehiculelor pe baza unui sistem închis, integrat cu A6, care se ramifică din A1 la nodul Bosiljevo 2, ele formând un sistem unificat de taxare. Întrucât cele două autostrăzi sunt operate de companiile Autocesta Rijeka — Zagreb și Hrvatske autoceste, sistemul de colectare a taxei este operat în comun de cei doi operatori. Taxa se plătește în kuna, în euro, cu cardul bancar sau folosind unul din multiplele sisteme de colectare electronică, între care se numără diferitele tipuri de smartcarduri folosite de operatorii autostrăzilor, și ENC – un sistem de colectare electronică utilizat de toate autostrăzile din Croația (cu excepția autostrăzii A2) și permite șoferilor să utilizeze benzi dedicate la punctele de taxare și reducere la plata taxelor.
Porțiunea din A1 de la nord de nodul Bosiljevo 2 este operată de Autocesta Rijeka — Zagreb, iar restul este operată de Hrvatske autoceste, companii care nu raportează venituri separate pe secțiunile individuale ale diferitelor autostrăzi. Venitul total raportat de Hrvatske autoceste în prima jumătate a lui 2011 a fost de 508,1 milioane kuna (68,3 milioane euro). Această cifră se referă la A1 la sud de nodul Bosiljevo 2 dar și la alte autostrăzi administrate de Hrvatske autoceste, dar A1 reprezintă cea mai lungă și mai aglomerată autostradă cu plată operată de Hrvatske autoceste. Venitul raportat de Autocesta Rijeka — Zagreb în prima jumătate a lui 2011 este de 191,2 milioane kuna (25,7 milioane euro). Această sumă include și veniturile generate în alte părți, dar secțiunea din A1 reprezintă cea mai aglomerată secțiune operată de Autocesta Rijeka — Zagreb. Hrvatske autoceste și Autocesta Rijeka — Zagreb raportează o creștere a veniturilor pe 2011 în raport cu aceeași perioadă din 2010 de 2,2%, respectiv 5%.
Cozile la stația de taxare Lučko pe timp de vară pot fi considerabile, problemă exacerbată în weekenduri. În 2009, într-un efort de a rezolva problema, punctul de taxare de la Lučko a fost extins la 15 benzi, și s-a mai construit un punct de taxare adițional cu 10 benzi dedicat exclusiv tranzacțiilor fără numerar la Demerje. Punctul de taxare de la Demerje este disponibil printr-o ramificație a autostrăzii accesibilă doar traficului pe A1 pe sensul spre nord. Vehiculele ce utilizează punctul de taxare de la Demerje sunt direcționate pe ruta autostrăzii imediat după punctul de taxare Lučko, între punctul de taxare și nodul Lučko. Sistemele fără numerar, mai rapide, au crescut capacitatea nominală a drumului de la 2.325 la 11.150 de vehicule pe oră. Din septembrie 2010, traficul pe sensul spre nord care iese de pe A1 trebuie să iasă din rețeaua de autostrăzi cu plată, întrucât pe centura Zagrebului circulația este gratuită, și apoi este posibilă reintrarea pe o altă autostradă cu plată. Există planuri și pentru o centură exterioară a Zagrebului, integrată în sistemul de autostrăzi cu plată, ca soluție extremă pentru rezolvarea congestiei de la punctul de taxare Lučko. Aceasta va necesita construcția unui punct de taxare la Horvati, la sud de cel de la Lučko.

## Structuri notabile

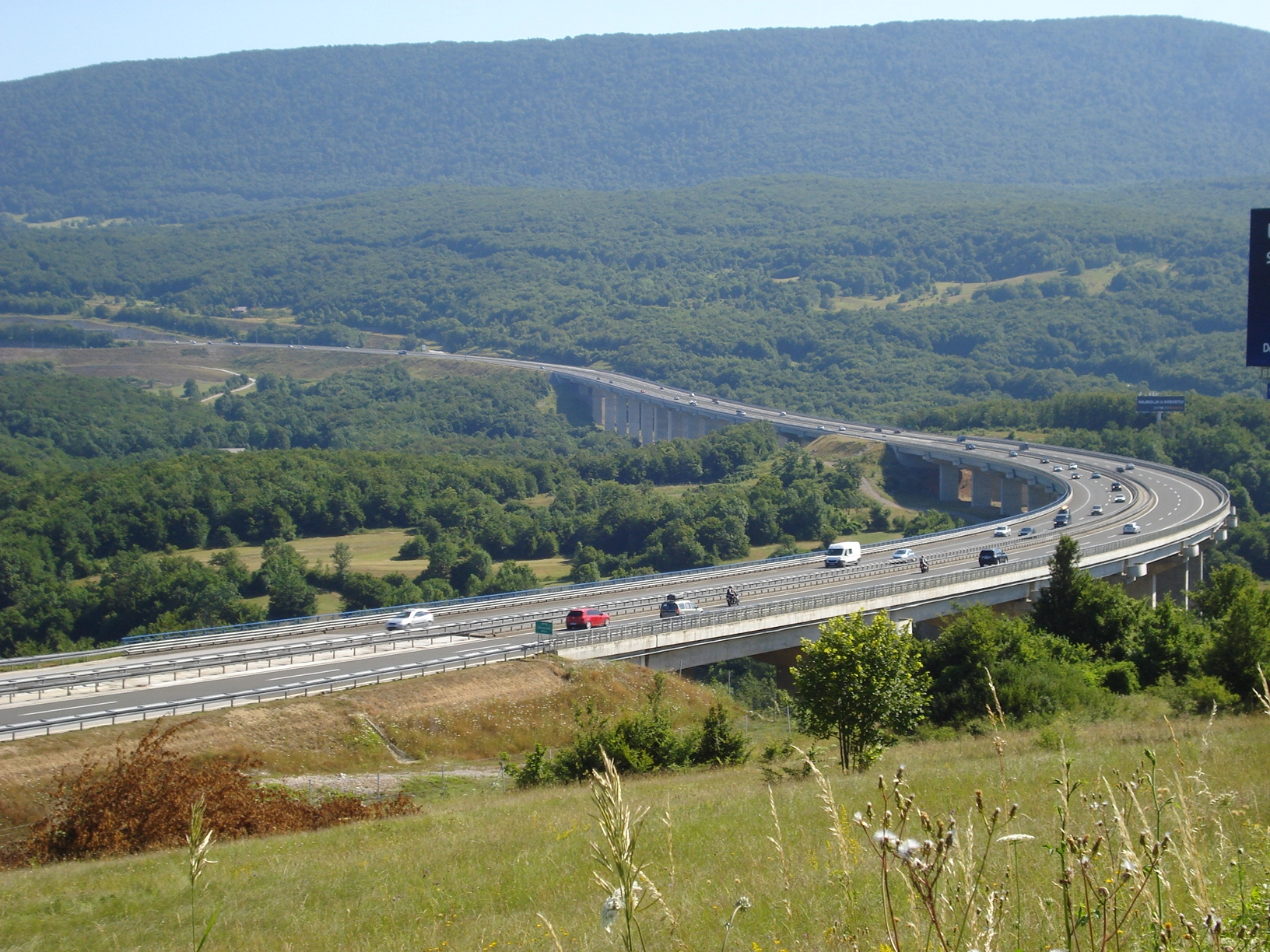
Viaductul Jezerane

Între Zagreb și Vrgorac, s-au realizat în total 361 de structuri—poduri, viaducte, pasaje, treceri pentru animalele sălbatice și tuneluri— și calculele indică faptul că circa 18,6% din drumul dintre Zagreb și Split se află pe aceste structuri, ceea ce reprezintă un procent considerabil pentru o autostradă de această lungime. Până în iunie 2011, segmentul Ravča-Vrgorac a fost terminat, el cuprinzând 5 viaducte, 4 pasaje și un tunel.
| Sumar al structurilor terminate pe segmente | Sumar al structurilor terminate pe segmente | Sumar al structurilor terminate pe segmente | Sumar al structurilor terminate pe segmente | Sumar al structurilor terminate pe segmente | Sumar al structurilor terminate pe segmente | Sumar al structurilor terminate pe segmente | Sumar al structurilor terminate pe segmente | Sumar al structurilor terminate pe segmente |
| Segment                                     | Total                                       | Poduri                                      | Viaducte                                    | Supratraversări                             | Subtraversări                               | Pasaje                                      | Tuneluri                                    | Pasaje pentru faună                         |
| ------------------------------------------- | ------------------------------------------- | ------------------------------------------- | ------------------------------------------- | ------------------------------------------- | ------------------------------------------- | ------------------------------------------- | ------------------------------------------- | ------------------------------------------- |
| Lučko (Zagreb) — Bosiljevo                  | 55                                          | 3                                           | 9                                           | 13                                          | 13                                          | 16                                          | 1                                           | -                                           |
| Bosiljevo 2 — Sveti Rok                     | 116                                         | 16                                          | 17                                          | 38                                          | 29                                          | 3                                           | 5                                           | 4                                           |
| Sveti Rok — Dugopolje (Split)               | 121                                         | 7                                           | 24                                          | 40                                          | 36                                          | 6                                           | 8                                           | 1                                           |
| Dugopolje — Vrgorac                         | 69                                          | 1                                           | 16                                          | 13                                          | 29                                          | -                                           | 8*                                          | 2                                           |
| Total                                       | 361                                         | 27                                          | 66                                          | 165                                         | 107                                         | 25                                          | 22*                                         | 7                                           |
| *inclusiv 3 tuneluri cut-and-cover.         |                                             |                                             |                                             |                                             |                                             |                                             |                                             |                                             |

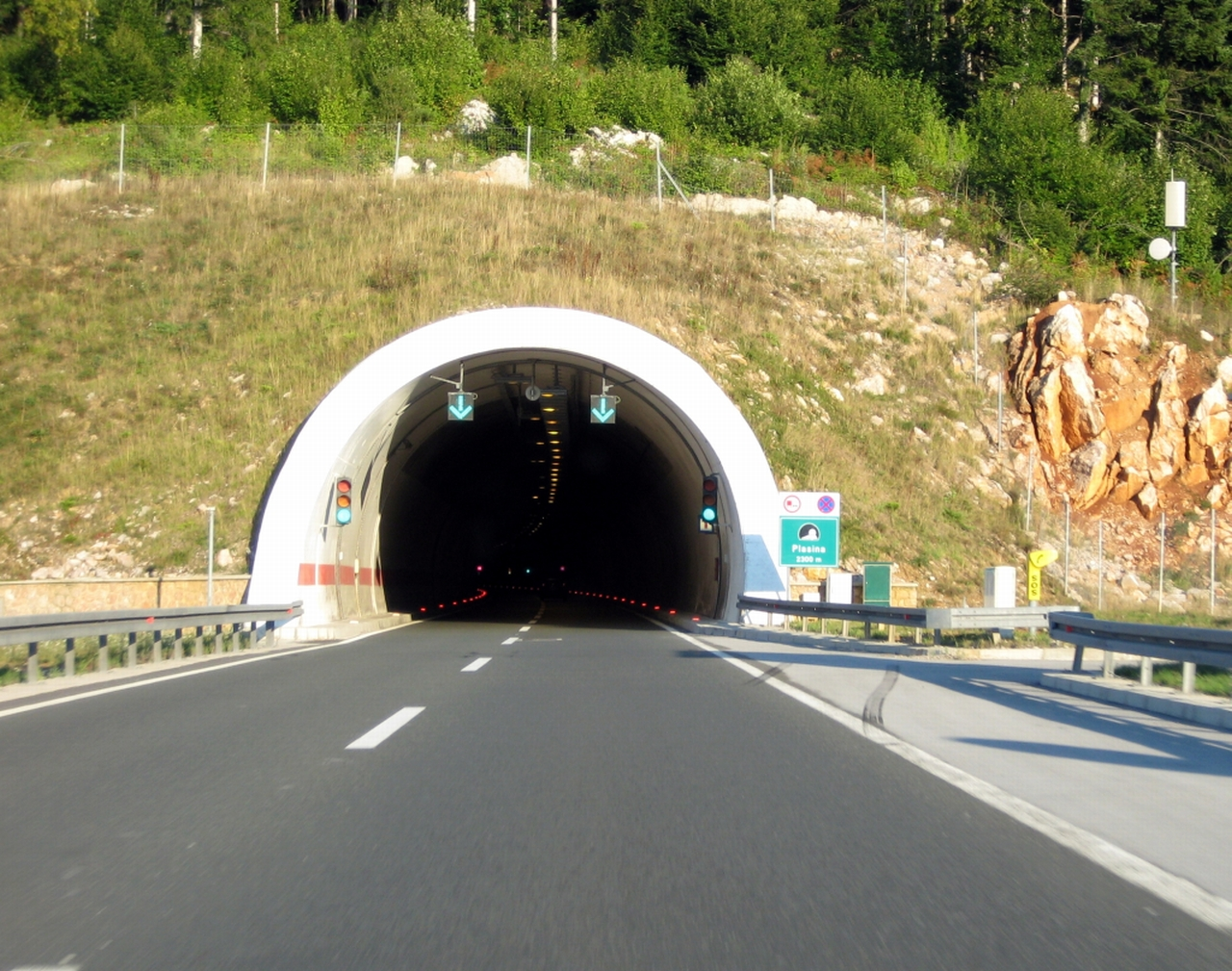
Intrarea în tunelul Plasina

Din septembrie 2010, autostrada A1 are șapte tuneluri cu o lungime mai mare de 1.000 m. Cele mai notabile dintre ele sunt: tunelul Mala Kapela⁠(en)[traduceți]  de 5.821 m lungime, între nodurile Ogulin și Brinje, și tunelul Sveti Rok⁠(en)[traduceți], de 5.768 m, între nodurile Sveti Rok și Maslenica. Tunelurile Mala Kapela și Sveti Rok nu sunt doar cele mai mari structuri individuale de pe autostradă, ci sunt și cele mai lungi tuneluri din Croația. Ele separă trei zone de climă distincte. Tunelul Mala Kapela se întinde între zona cu climă continentală din Croația centrală și zona de climă alpină din Lika, în vreme ce tunelul Sveti Rok face legătura între Lika cu clima sa alpină și clima mediteraneană din Dalmația. Atât Mala Kapela cât și Sveti Rok au funcționat la început pe un singur fir de când au fost deschise circulației în iunie 2005 și până la 30 mai 2009, când au fost date în folosință și pe celălalt fir. Celelalte mari tuneluri de pe autostrada A1 sunt tunelul Plasina⁠(en)[traduceți], de 2.300 m, situat între nodurile Otočac și Perušić, și tunelurile Grič, Brinje și Konjsko. Lungimile acestora din urmă se încadrează în intervalul 1.122–1.542 m.

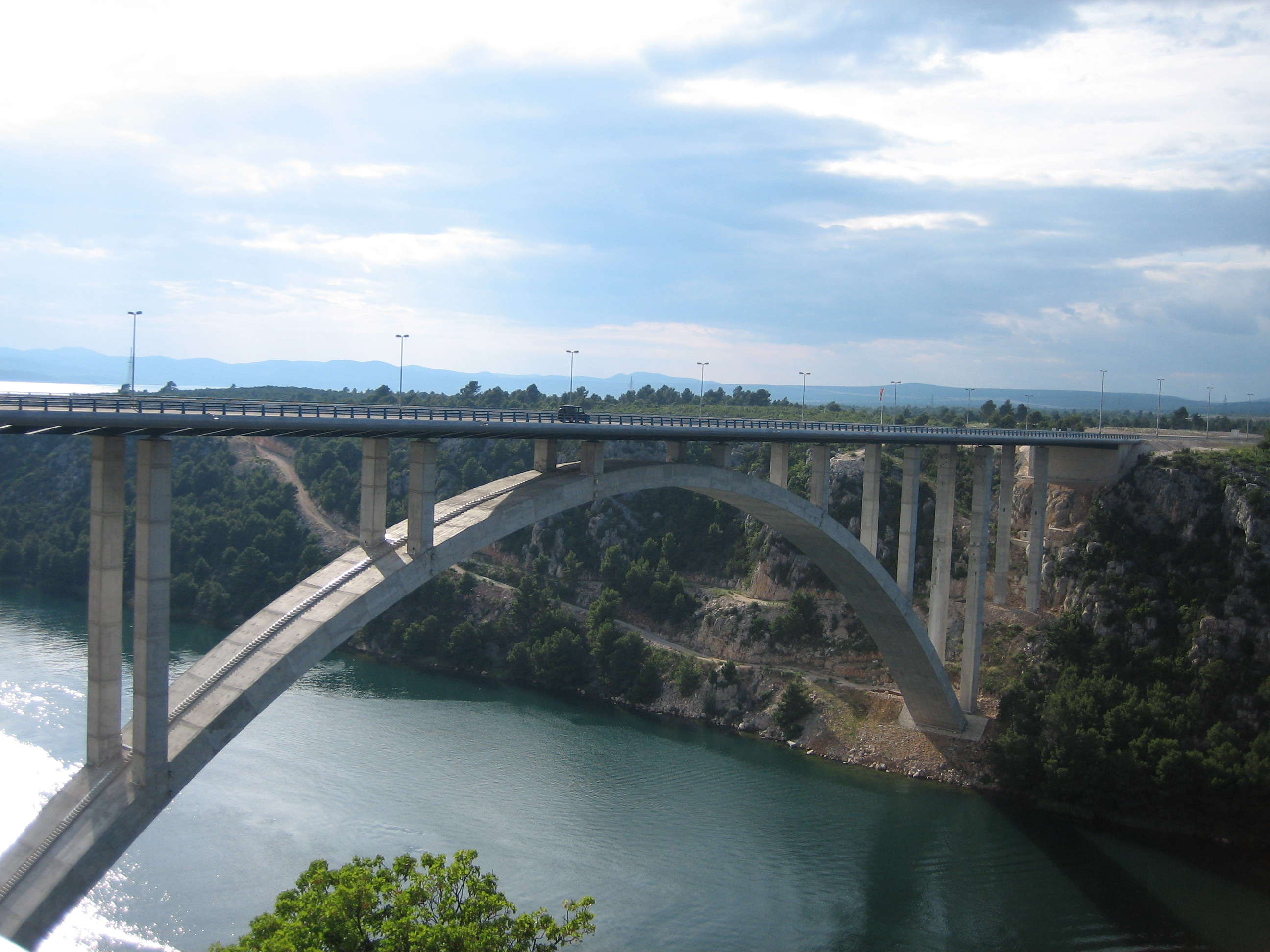
Podul Krka

Cel mai lung pod de pe A1 este podul Dobra⁠(en)[traduceți], de 546 m, de peste râul Dobra⁠(en)[traduceți] lângă Karlovac. Alte mari poduri de pe drum sunt Gacka⁠(en)[traduceți], Miljanica și Dabar⁠(en)[traduceți]—toate de peste 350 m. Pe A1 se află și podul Krka⁠(en)[traduceți], de 391 m de peste râul Krka⁠(en)[traduceți] și podul Maslenica⁠(en)[traduceți] de 378 m peste strâmtoarea Novsko Ždrilo. Podurile Maslenica și Krka au o importanță deosebită, întrucât principala deschidere a ambelor are 200 m.
Pe A1 se află și cel mai lung viaduct din Croația — viaductul Drežnik⁠(en)[traduceți] de 2.485 m situat între nodurile Karlovac și Bosiljevo 1. În iunie 2011, mai erau alte șase viaducte terminate–— Kotezi⁠(en)[traduceți], Modruš 1⁠(en)[traduceți], Mokro Polje Viaduct⁠(en)[traduceți], Jezerane⁠(en)[traduceți], Srijane⁠(en)[traduceți] și Rašćane⁠(en)[traduceți]. Toate au lungimi mai mari de 500 m. Cel mai recent terminat viaduct terminat ca parte a segmentului Ravča–Vrgorac este viaductul Kotezi cu 1.214 m, al doilea ca înălțime după Drežnik. Cu o lună înaintea deschiderii secțiunii ce îl cuprinde, s-au iscat dispute privind denumirea acestuia, și timp de câteva zile el a fost semnalizat cu denumirea de viaductul Bunina în iunie 2011, doar pentru a reveni la numele de Kotezi cu câteva zile înainte de ceremonia de inaugurare. Secțiunea mai cuprinde și viaductul Šare⁠(en)[traduceți], de 402 m.

## Istorie

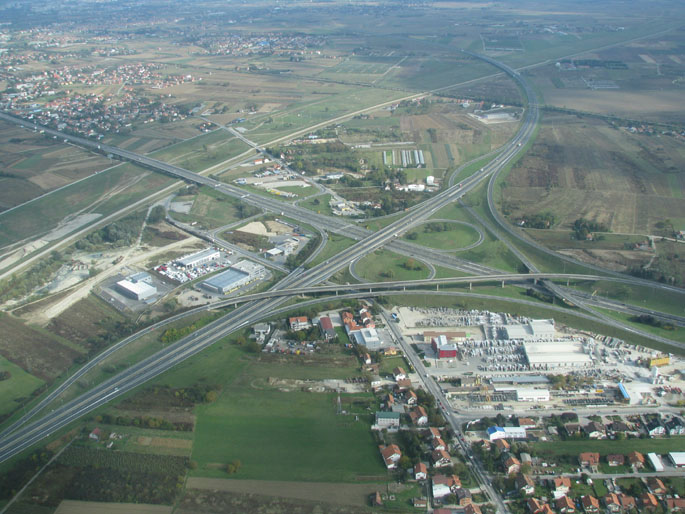
Nodul Lučko

Autostrada A1 a fost inițial proiectată la începutul anilor 1970, dar pe o rută diferită decât cea a actualei autostrăzi Zagreb–Split. După suprimarea Primăverii Croate⁠(en)[traduceți] și demiterea conducerii Croației care propusese și adoptase planul de construcție în 1971, lucrările la autostrada Zagreb–Split au fost anulate. Planurile au fost revigorate în anii 1990 și s-a dezvoltat un nou proiect cu o secțiune de autostradă între Zagreb și Karlovac astfel încât acea secțiune să fie comună autostrăzilor Zagreb–Split și Zagreb–Rijeka. Lucrările de construcție au început în 2000 și autostrada a ajuns la Split în 2005, urmând să fie extinsă ulterior și către Dubrovnik. Atât în anii 1970, cât și în anii 2000, construcția autostrăzii Zagreb–Split a fost percepută ca simbol al reconstruirii unității naționale.

### Autostrada „Regele Tomislav”

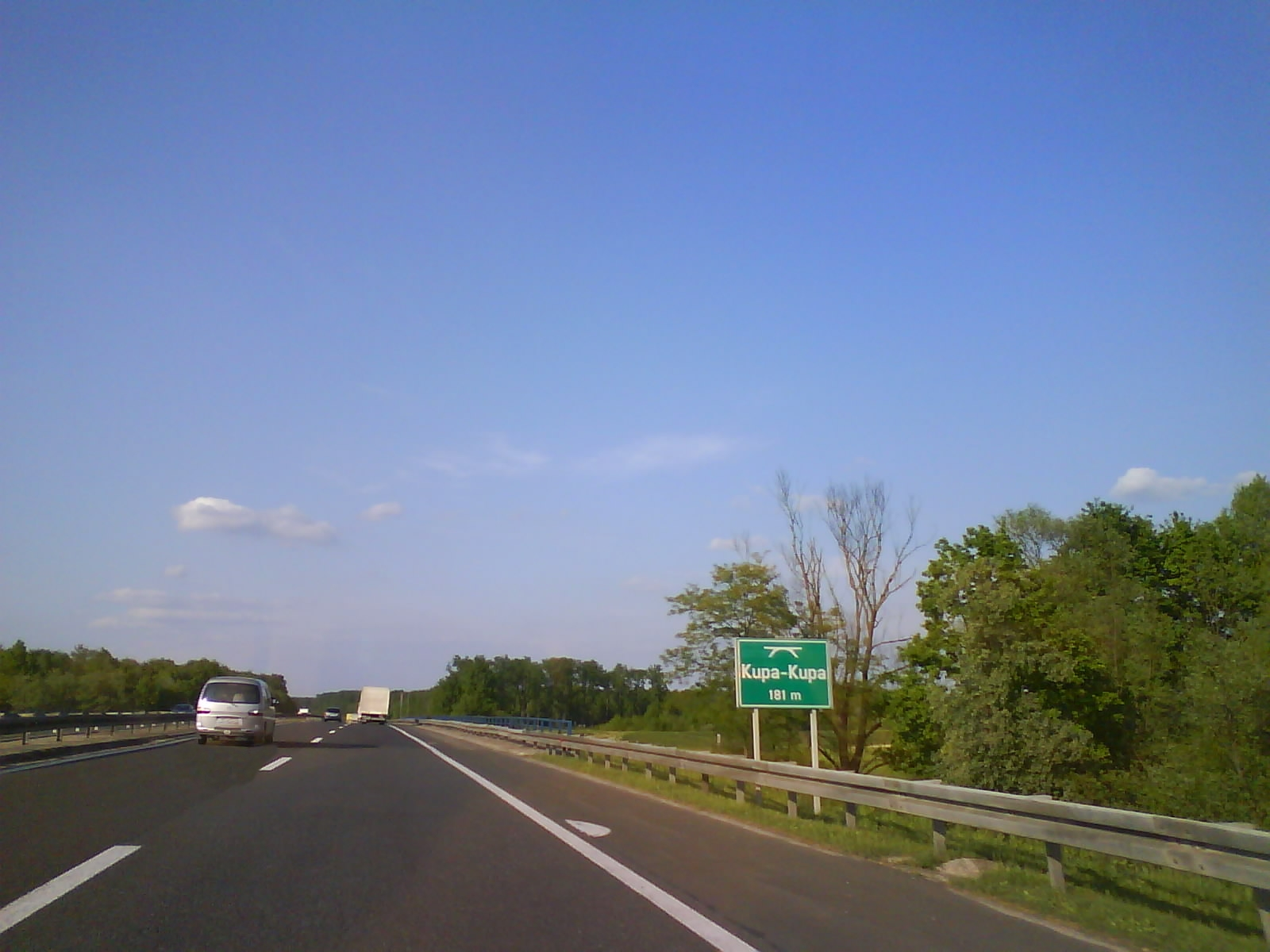
Cel mai vechi segment din autostrada A1, lângă Karlovac

Autostrada Zagreb–Split, astăzi autostrada A1, a fost una dintre cele trei rute definite de parlamentul Republicii Socialiste Croația la 5 martie 1971, drept rută prioritară de transport a Croației, categorie de rute ce urmau să fie dezvoltate ca autostrăzi. Inițial, autostrada a fost proiectată pentru a urma o rută între Zagreb și Bihać (Bosnia și Herțegovina) și de acolo către Split prin Knin. Guvernul Bosniei și Herțegovinei a aprobat în același an propunerea croaților de a construi o autostradă în regiunea Bihać. Construcția autostrăzii a fost inițiată cu o campanie de strângere de fonduri — un credit public. Fondurile strânse în prima fază erau suficiente pentru construirea a 20 km de autostradă.
Secțiunea de 39,3 km dintre Zagreb și Karlovac a autostrăzii Zagreb–Rijeka, astăzi parte din autostrada A1, a fost terminată în 1972. Construcția altor autostrăzi între Zagreb și Rijeka sau Split a fost însă suspendată pentru următorii 28 de ani în urma unei hotărâri politice a noii conduceri croate, instaurate după suprimarea de către Iugoslavia a Primăverii Croate, cu justificarea că ar fi un „proiect megalomanic”. Se consideră că adevăratul motiv pentru anularea lucrărilor a fost acela că autostrada era considerată a fi un proiect naționalist. Concluzia este susținută și de faptul că autostrada a fost poreclită spontan autostrada regele Tomislav (în croată Autocesta kralja Tomislava) de către cetățenii care au investit prin creditul public, după regele Croației medievale, care a unit țara într-un singur regat în 925. Fondurile strânse prin credit public au rămas neutilizate mai multe luni, fiind investite ulterior într-un drum între Vrlika și Strmica prin Knin, astăzi parte din drumurile naționale D1 și D30. Comisia Economică a Națiunilor Unite pentru Europa a recunoscut însă această rută drept cea mai sudică parte din drumul Pyhrn, desemnând-o în 1975 drept E59. Ulterioarele reorganizări ale rețelei de drumuri europene, inclusiv cea din 2008, s-au făcut cu transferul rutei de la sud de Zagreb către E71.

### Dalmatina

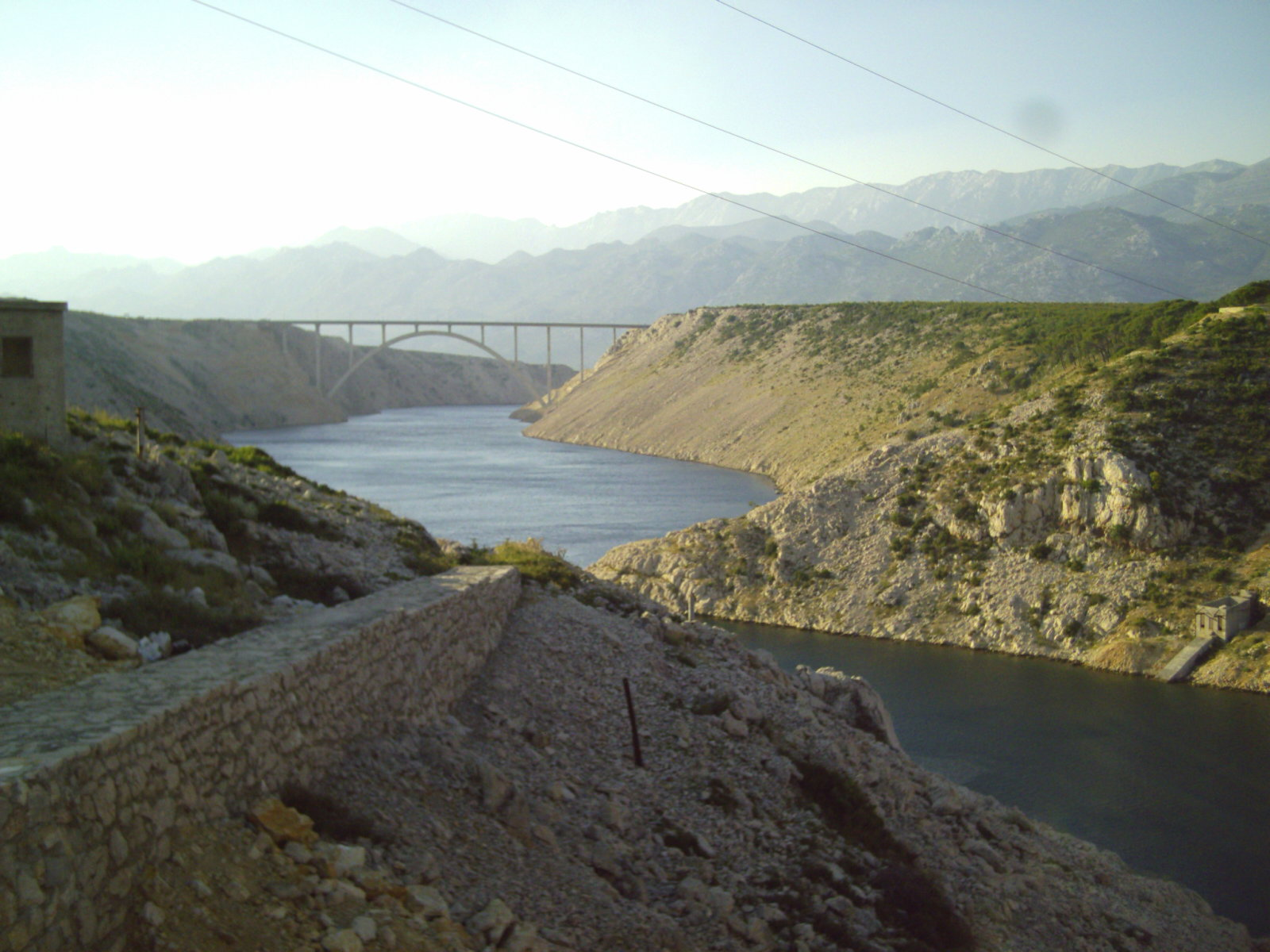
Podul Maslenica pe autostrada A1

La începutul anilor 1990, construcția autostrăzii a fost amânată din nou din cauza Războiului Croat de Independență. În acel deceniu s-au reluat însă discuțiile privind construcția ei, inclusiv cu noi considerații asupra rutei. În curând, s-a renunțat la ruta gândită inițial prin Bihać și s-au luat în considerație altele două: una ca versiune modificată a celei inițiale, ocolind Bihać și luând-o prin regiunea Lacurilor Plitvice; cealaltă era o rută complet nouă, mai la vest, prin Gospić și Zadar, aceasta din urmă fiind în cele din urmă ruta finală. Ambele alternative propuneau ca autostrada Zagreb–Karlovac, deja terminată în 1972, să fie utilizată ca secțiune nordică a autostrăzilor Zagreb–Split și Zagreb–Rijeka.
A1 a fost un proiect demonstrativ pentru guvernul croat, fiind considerat un simbol al reunificării țării. Prima tentativă de a revitaliza proiectul a avut loc în 1993, când au început săpăturile pentru tunelul Sveti Rok. Construcții mai ample au fost demarate în 2000, și secțiunea Karlovac–Vukova Gorica a fost deschisă în 2001. În 2003, au fost terminate primele secțiuni care nu erau comune cu autostrada Zagreb–Rijeka: Vukova Gorica–tunelul Mala Kapela și Gornja Ploča–Zadar 2. Secțiunile Tunelul Mala Kapela–Gornja Ploča, Zadar 2–Pirovac și Vrpolje–Dugopolje s-au deschis în 2004, iar tunelul Mala Kapela însuși, împreună cu secțiunea Pirovac–Vrpolje s-au deschis în 2005, când s-a marcat terminarea autostrăzii Zagreb–Split, culminând cu marea deschidere a secțiunii Karlovac — Split la 26 iunie 2005.

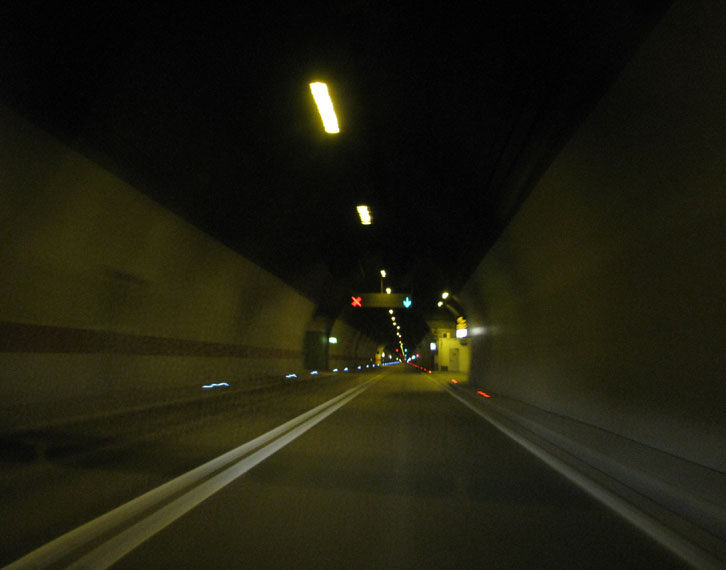
Tunelul Mala Kapela, înainte de deschiderea celui de al doilea fir

Construcția autostrăzii pe segmentul Split–Dubrovnik a început odată ce s-a terminat lucrul la segmentele de la nord de Split, și secțiunea dintre Split (nodul Dugopolje) și nodul Šestanovac s-a deschis la 27 iunie 2007. Ultimele secțiuni terminate au fost Šestanovac–Ravča, deschisă la 22 decembrie 2008, și Ravča-Vrgorac deschisă la 30 iunie 2011. În anii 2000, pe măsură ce lucrările la autostradă progresau, autostrada și-a dobândit numele neoficial, dar foarte frecvent folosit, de Dalmatina, în presa croată, deoarece lega Zagrebul de Dalmația. În 2010, a fost deschis și nodul Donja Zdenčina între nodurile Lučko și Jastrebarsko, și în iunie 2012, s-a deschis și nodul Novigrad, aducând numărul ieșirilor de pe autostradă la 33.

### Costurile de construcție
Costurile lucrărilor de construcție pentru segmentul Bosiljevo 2–Split (nodul Dugopolje) au fost estimate inițial de către guvern în 2001 și au fost prezentate ca „3 x 3 x 3” – adică 300 km de autostradă vor fi terminați în 3 ani la un preț de 3 miliarde de mărci (circa 12,65 miliarde de kuna la acea vreme, sau circa 1,533 miliarde de euro). În 2010, Hrvatske autoceste a raportat costul mediu pentru un kilometru al autostrăzii Bosiljevo–Split la 7,1 milioane de euro, ceea ce ar însemna că în total autostrada a costat 2,21 miliarde de euro pentru acel segment de 311,4 km.
Costurile segmentului Dugopolje–Ploče, executat între 2005 și 2008 a fost de 4,1 miliarde kuna și încă 1,8 miliarde kuna de cheltuieli erau estimate până la sfârșitul lui 2012 (adică circa 560, respectiv 245 milioane de euro). Ultima dintre aceste cifre cuprinde construcția drumului național D425 dar nu include terminarea segmentului de autostradă Vrgorac–Ploče.

## Continuarea lucrărilor

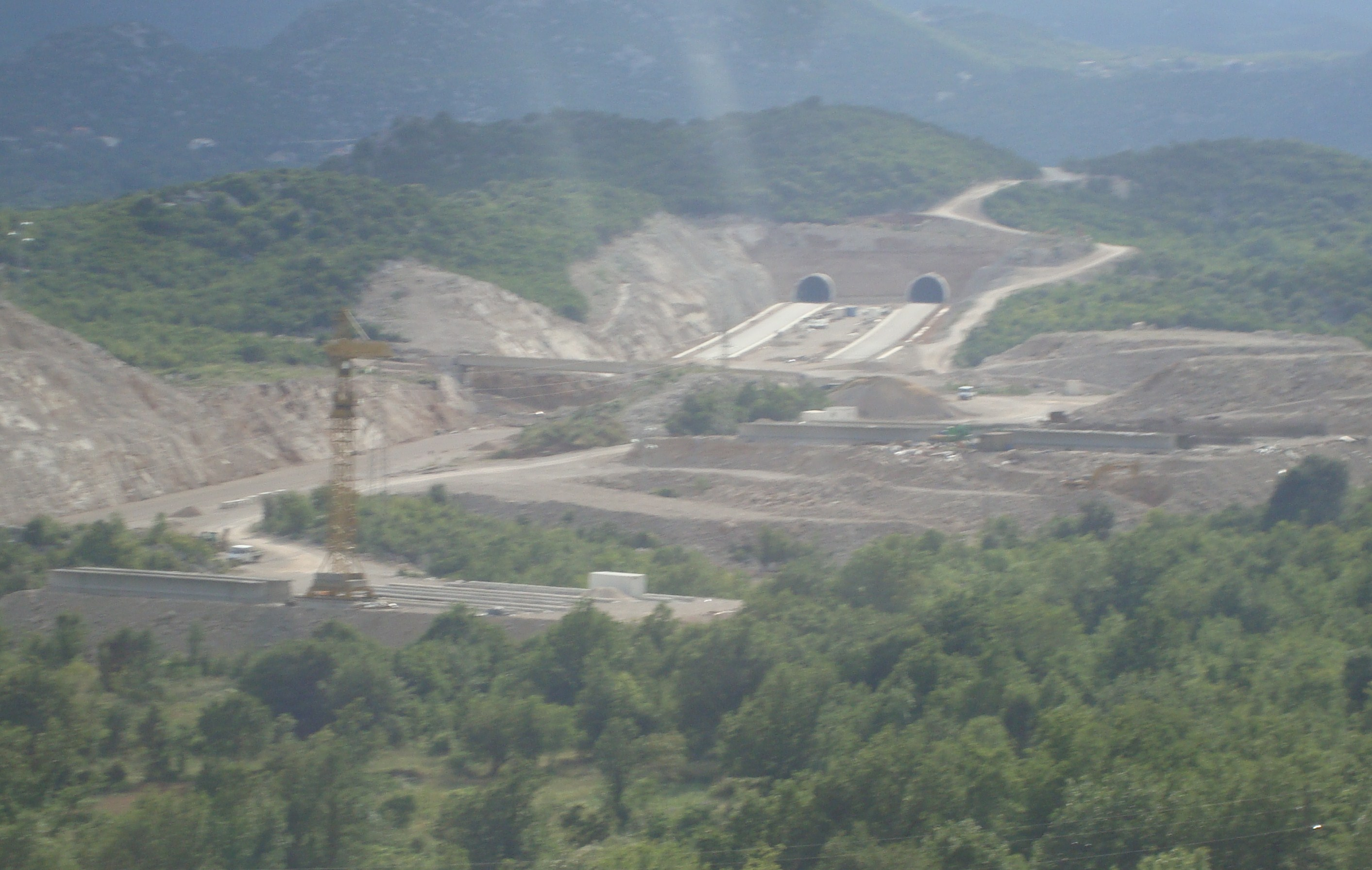
Lucrările de execuție a autostrăzii lângă Vrgorac

Legislația croată în vigoare plasează capătul final sudic al autostrăzii undeva lângă Dubrovnik. În august 2012, segmentul Vrgorac–Ploče din autostrada A1, de aproximativ 10 km lungime, este în construcție din 2008. Terminarea sa era planificată inițial pentru 2009, dar a fost amânată de mai multe ori din cauza lipsei de fonduri. Mai mult, la 15 mai 2007, guvernele croat și bosniac au semnat un protocol de cooperare prin care se definea punctul de contact al autostrăzilor din Croația și Bosnia-Herțegovina de pe coridorul pan-european Vc, ceea ce a produs o semnificativă modificare a rutei A1 lângă Vrgorac, precum și o reproiectare totală a rutei viitoarei autostrăzi A10. În august 2012, secțiunea până la Ploče urma să fie terminată până la finele lui 2012, și lucrările erau efectuate de un consorțiu de firme croate și străine. Segmentul trebuie să se termine la nodul Ploče, unde se va intersecta cu autostrada A10, și cu un drum expres de 5 km de legătură între nod și Șoseaua Adriatică lângă orașul Ploče.
Hrvatske autoceste, operatorul segmentului de sud al autostrăzii A1, a comandat execuția proiectului, studiului de fezabilitate și de mediu pentru segmentul Doli – Osojnik al autostrăzii ce va fi construit lângă Dubrovnik. Începerea construcțiilor pentru acest segment era planificată la început pentr 2009. În ciuda unei ceremonii oficiale de demarare a lucrărilor de construcție pe acest segment, nu s-au făcut decât lucrări de proiectare și studiu de mediu.

Zona din jurul orașului Neum (cu roșu) separă Dubrovnikul și Pelješacul de restul Croației continentale

Ruta autostrăzii A1 între Ploče și Doli nu a fost încă fixată și există mai multe opțiuni, toate necesitând traversarea fie a unui golf al Mării Adriatice, fie o parte a teritoriului Bosniei și Herțegovinei, ultimul fiind asociat construcției podului Pelješac⁠(en)[traduceți], lung de 2.404 m între coasta Adriaticii de la sud de Ploče și peninsula Pelješac. Construcția podului a început în mai 2008, după ce s-a semnat contractul de execuție în 2007. Podul urma inițial să fie terminat până în mai 2012. Contractul pentru podul Pelješac, în valoare de 1,94 miliarde de Kuna (circa 259 milioane de euro) a fost însă reziliat din lipsă de fonduri la 17 mai 2012. Construcția podului a fost amânată mult și a fost practic suspendată începând cu 2010 din același motiv.
În aprilie 2012, Bosnia și Herțegovina a propus o rută prin zona Neum între Ploče și Dubrovnik, care să deservească și orașul Neum. Aceasta presupune ramificarea autostrăzii A1 la 7–8 km vest de Neum, cu o ramură care să deservească Neum și alta care să deservească Dubrovnik. În iulie 2012, nu se ajunsese la nicio hotărâre privind acest segment din A1.
O modificare a rutei existente cuprinde construcția unui nod în T direcțional în locul nodului „trompetă” construit la Žuta Lokva. Noul nod urmează a fi construit doar după terminarea autostrăzii A7 între nodul Rijeka și Žuta Lokva. Acesta nu va avea zone scurte de schimbare obligatorie a benzilor, așa cum este cazul la nodul Bosiljevo 2 unde se intersectează A1 cu A6.

## Volumul de trafic

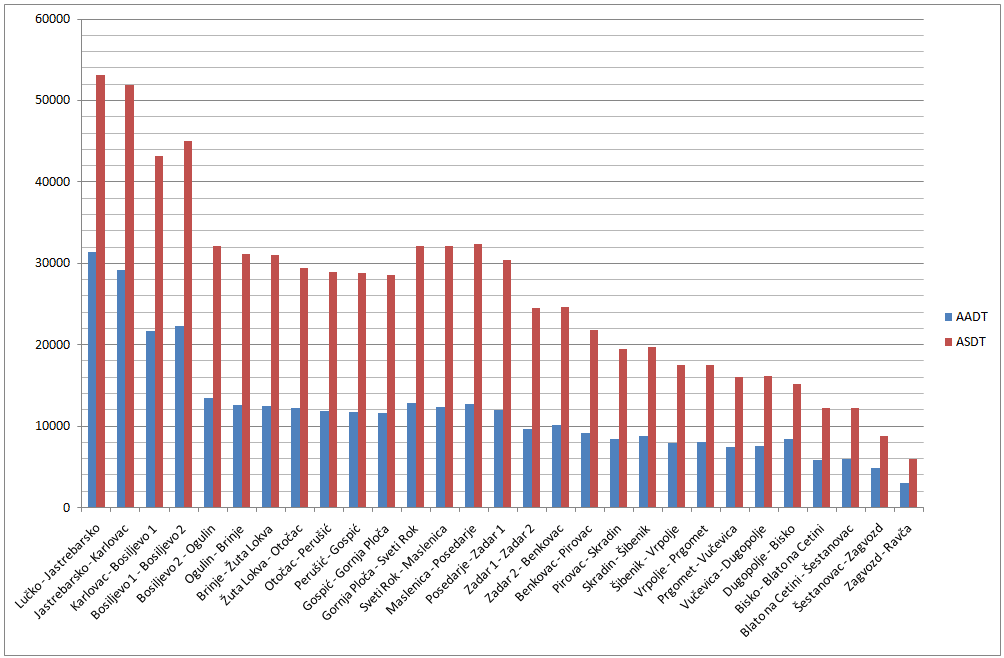
Volumul de trafic măsurat pe autostrada A1 în 2009

Traficul se contorizează regulat prin numărarea vehiculelor la punctele de taxare și este raportat de Autocesta Rijeka–Zagreb și Hrvatske autoceste—operatorii porțiunilor nordică și respectiv sudică ale autostrăzii. Volumul de trafic raportat scade treptat pe măsură ce crește numărul kilometrului și autostrada trece pe lângă diferite destinații majore și pe la nodurile care le deservesc. Astfel, cel mai ridicat volum de trafic se înregistrează între nodurile Jastrebarsko și Lučko – cu 31.432 de vehicule pe zi în medie pe tot anul (AADT)⁠(en)[traduceți] și cu 53.216 de vehicule în medie zilnic pe perioada verii (ASDT), acest segment fiind și cel mai apropiat de Zagreb. La sud de nodul Bosiljevo 2, are loc prima mare scădere a volumului de trafic pe A1, datorită transferului traficului pe autostrada A6 către Rijeka. Alte schimbări similare ale volumului de trafic se înregistrează lângă Zadar (deservit de nodurile Zadar 1 și Zadar 2) și Split (deservit de nodul Dugopolje). Alte variații substanțiale între AADT și ASDT sunt în mod normal puse pe seama faptului că autostrada deservește o mare zonă turistică. Creșterea sezonieră a volumului de trafic se înscrie între 69% pe secțiunea cea mai aglomerată, Lučko–Jastrebarsko, până la 160% pe secțiunea Sveti Rok–Maslenica. Pe toată autostrada, volumul de trafic pe timpul verii crește cu 120%.
| Detalii cu volumul traficului pe A1 | Detalii cu volumul traficului pe A1 | Detalii cu volumul traficului pe A1 | Detalii cu volumul traficului pe A1 | Detalii cu volumul traficului pe A1 |
| --- | ----------------------------------- | ----------------------------------- | ----------------------------------- | ----------------------------------- |
| \| Drum \| Punct de contorizare \| AADT \| ASDT \| Secțiune \| \| A1 \| 1916 Lučko sud \| 31.432 \| 53.216 \| Lučko–Jastrebarsko \| \| A1 \| 1920 Jastrebarsko sud \| 29.165 \| 51.873 \| Jastrebarsko–Karlovac \| \| A1 \| 1804 Karlovac sud \| 21.699 \| 43.188 \| Karlovac–Bosiljevo 1 \| \| A1 \| 3021 Bosiljevo 1 vest \| 22.288 \| 44.995 \| Bosiljevo 1–Bosiljevo 2 \| \| A1 \| 3009 Bosiljevo 2 sud \| 13.495 \| 32.098 \| Bosiljevo 2–Ogulin \| \| A1 \| 3025 Ogulin sud \| 12.640 \| 31.166 \| Ogulin–Brinje \| \| A1 \| 4214 Brinje sud \| 12.523 \| 31.039 \| Brinje–Žuta Lokva \| \| A1 \| 4215 Žuta Lokva sud \| 12.189 \| 29.425 \| Žuta Lokva–Otočac \| \| A1 \| 4216 Otočac sud \| 11.856 \| 28.953 \| Otočac–Perušić \| \| A1 \| 4217 Perušić sud \| 11.745 \| 28.836 \| Perušić–Gospić \| \| A1 \| 4919 Gospić sud \| 11.552 \| 28.609 \| Gospić–Gornja Ploča \| \| A1 \| 4903 Gornja Ploča sud \| 12.806 \| 32.125 \| Gornja Ploča–Sveti Rok \| \| A1 \| 4909 Sveti Rok sud \| 12.353 \| 32.125 \| Sveti Rok–Maslenica \| \| A1 \| 4805 Maslenica sud \| 12.677 \| 32.411 \| Maslenica–Posedarje \| \| A1 \| 4806 Posedarje sud \| 12.036 \| 32.411 \| Posedarje–Zadar 1 \| \| A1 \| 4809 Zadar 1 sud \| 9.659 \| 24.522 \| Zadar 1–Zadar 2 \| \| A1 \| 4921 Zadar 2 \| 10.179 \| 24.637 \| Zadar 2–Benkovac \| \| A1 \| 5313 Benkovac sud \| 9.146 \| 21.851 \| Benkovac–Pirovac \| \| A1 \| 5314 Pirovac sud \| 8.452 \| 19.426 \| Pirovac–Skradin \| \| A1 \| 5315 Skradin sud \| 8.811 \| 19.707 \| Skradin–Šibenik \| \| A1 \| 5316 Šibenik sud \| 7.923 \| 17.450 \| Šibenik–Vrpolje \| \| A1 \| 5410 Vrpolje sud \| 8.042 \| 17.565 \| Vrpolje–Prgomet \| \| A1 \| 5411 Prgomet sud \| 7.491 \| 16.045 \| Prgomet–Vučevica \| \| A1 \| 5417 Vučevica sud \| 7.583 \| 16.139 \| Vučevica–Dugopolje \| \| A1 \| 5517 Dugopolje sud \| 8.380 \| 15.147 \| Dugopolje–Bisko \| \| A1 \| 5911 Bisko sud \| 5.830 \| 12.236 \| Bisko–Blato na Cetini \| \| A1 \| 5912 Blato na Cetini sud \| 5.925 \| 12.238 \| Blato na Cetini–Šestanovac \| \| A1 \| 6015 Šestanovac sud \| 4.801 \| 8.816 \| Šestanovac–Zagvozd \| \| A1 \| 6017 Zagvozd sud \| 3.008 \| 6.014 \| Zagvozd–Ravča \| |                                     |                                     |                                     |                                     |
| Drum | Punct de contorizare                | AADT                                | ASDT                                | Secțiune                            |
| A1 | 1916 Lučko sud                      | 31.432                              | 53.216                              | Lučko–Jastrebarsko                  |
| A1 | 1920 Jastrebarsko sud               | 29.165                              | 51.873                              | Jastrebarsko–Karlovac               |
| A1 | 1804 Karlovac sud                   | 21.699                              | 43.188                              | Karlovac–Bosiljevo 1                |
| A1 | 3021 Bosiljevo 1 vest               | 22.288                              | 44.995                              | Bosiljevo 1–Bosiljevo 2             |
| A1 | 3009 Bosiljevo 2 sud                | 13.495                              | 32.098                              | Bosiljevo 2–Ogulin                  |
| A1 | 3025 Ogulin sud                     | 12.640                              | 31.166                              | Ogulin–Brinje                       |
| A1 | 4214 Brinje sud                     | 12.523                              | 31.039                              | Brinje–Žuta Lokva                   |
| A1 | 4215 Žuta Lokva sud                 | 12.189                              | 29.425                              | Žuta Lokva–Otočac                   |
| A1 | 4216 Otočac sud                     | 11.856                              | 28.953                              | Otočac–Perušić                      |
| A1 | 4217 Perušić sud                    | 11.745                              | 28.836                              | Perušić–Gospić                      |
| A1 | 4919 Gospić sud                     | 11.552                              | 28.609                              | Gospić–Gornja Ploča                 |
| A1 | 4903 Gornja Ploča sud               | 12.806                              | 32.125                              | Gornja Ploča–Sveti Rok              |
| A1 | 4909 Sveti Rok sud                  | 12.353                              | 32.125                              | Sveti Rok–Maslenica                 |
| A1 | 4805 Maslenica sud                  | 12.677                              | 32.411                              | Maslenica–Posedarje                 |
| A1 | 4806 Posedarje sud                  | 12.036                              | 32.411                              | Posedarje–Zadar 1                   |
| A1 | 4809 Zadar 1 sud                    | 9.659                               | 24.522                              | Zadar 1–Zadar 2                     |
| A1 | 4921 Zadar 2                        | 10.179                              | 24.637                              | Zadar 2–Benkovac                    |
| A1 | 5313 Benkovac sud                   | 9.146                               | 21.851                              | Benkovac–Pirovac                    |
| A1 | 5314 Pirovac sud                    | 8.452                               | 19.426                              | Pirovac–Skradin                     |
| A1 | 5315 Skradin sud                    | 8.811                               | 19.707                              | Skradin–Šibenik                     |
| A1 | 5316 Šibenik sud                    | 7.923                               | 17.450                              | Šibenik–Vrpolje                     |
| A1 | 5410 Vrpolje sud                    | 8.042                               | 17.565                              | Vrpolje–Prgomet                     |
| A1 | 5411 Prgomet sud                    | 7.491                               | 16.045                              | Prgomet–Vučevica                    |
| A1 | 5417 Vučevica sud                   | 7.583                               | 16.139                              | Vučevica–Dugopolje                  |
| A1 | 5517 Dugopolje sud                  | 8.380                               | 15.147                              | Dugopolje–Bisko                     |
| A1 | 5911 Bisko sud                      | 5.830                               | 12.236                              | Bisko–Blato na Cetini               |
| A1 | 5912 Blato na Cetini sud            | 5.925                               | 12.238                              | Blato na Cetini–Šestanovac          |
| A1 | 6015 Šestanovac sud                 | 4.801                               | 8.816                               | Šestanovac–Zagvozd                  |
| A1 | 6017 Zagvozd sud                    | 3.008                               | 6.014                               | Zagvozd–Ravča                       |

## Spații de servicii

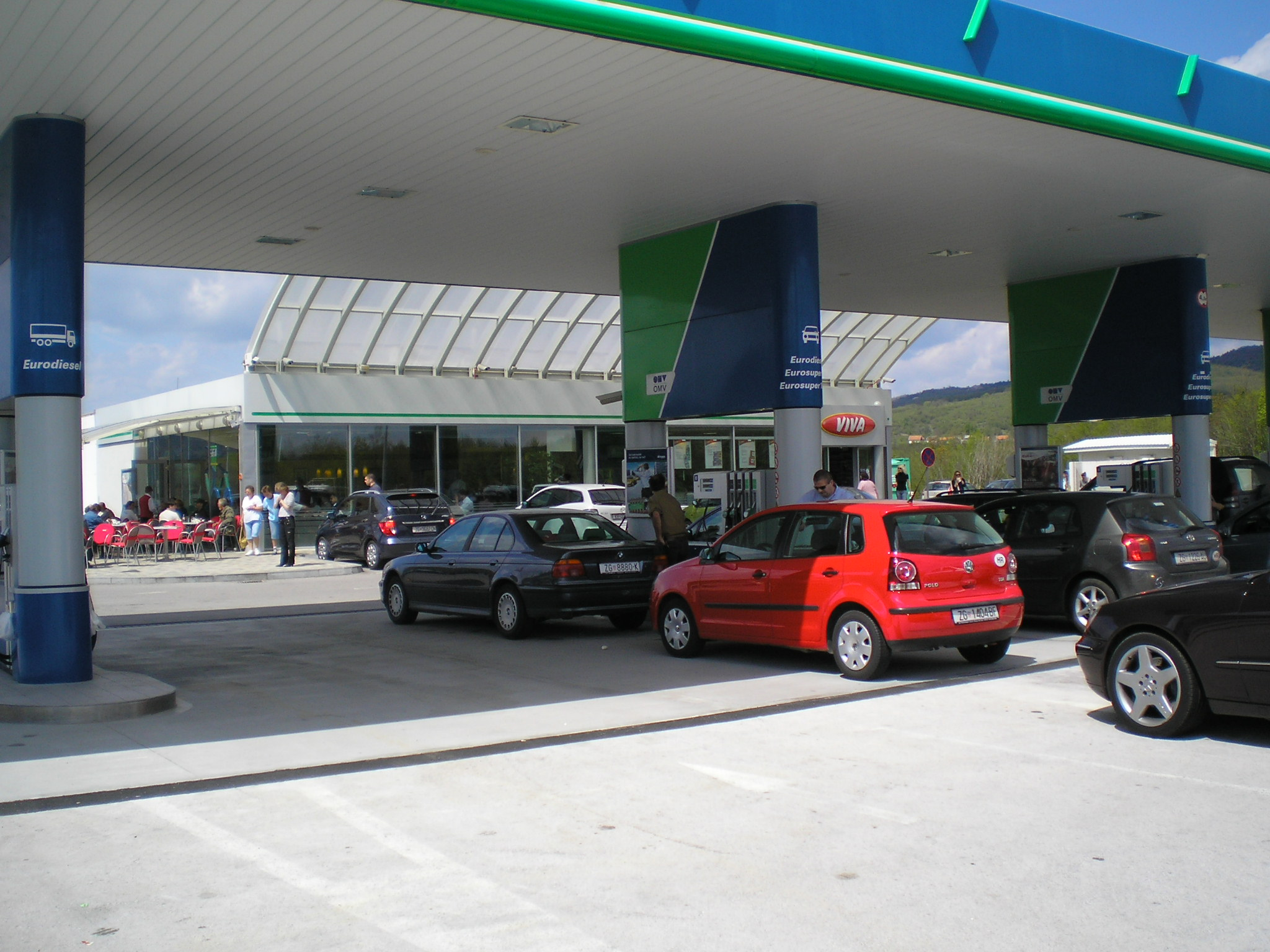
Spațiul de servicii Janjče

În septembrie 2010, existau 26 de spații de servicii funcționale pe autostrada A1, altele fiind planificate a se construi pe secțiunile existente ale autostrăzii, precum și pe cele aflate în construcție. Legislația clasifică aceste spații de servicii cu litere de la A la D—cele de tip A cuprinzând toate facilitățile: benzinărie, restaurant și hotel sau motel; cele de tip B nu au spații de cazare; cele de tip C sunt foarte comune și cuprind benzinărie și cafenea, dar niciun restaurant sau unitate de cazare; spațiile de tip D sunt simple parcări, posibil cu mese, bănci și toalete. Deși spațiile de servicii aflate de-a lungul autostrăzii A1 urmează acest sistem de clasificare, există variații mari de la unul la altul, unele oferind și alte servicii suplimentare. De exemplu, spațiul de servicii Krka—deși nu are benzinărie și deci poate fi clasificat doar ca spațiu de tip D, are totuși un restaurant. Benzinăriile au și ele mici magazine cu autoservire și unele dintre ele distribuie combustibil GPL. EuroTest, o asociație internațională de cluburi de automobiliști, în frunte cu clubul german ADAC, a efectuat un studiu în 2009 asupra spațiilor de servicii Krka, Lički Osik și Modruš (în cazul ultimului, este vorba de ambele direcții). Toate au primit calificativul „foarte bun”, în special în ce privește facilitățile furnizate.

Operatorii autostrăzii, Hrvatske autoceste (HAC) și Autocesta Rijeka – Zagreb, închiriază spații de servicii de tipurile A, B și C diferiților operatori prin contracte publice. În septembrie 2010, existau cinci astfel de operatori de spații de servicii pe autostrada A1: INA, OMV, Tifon, Petrol și Crobenz. Operatorilor de spații de servicii nu li se permite să subînchirieze serviciile de alimentare cu combustibili; Spațiile de servicii Tifon și Petrol au restaurante sau hoteluri operate de Marché, o subsidiară a companiei Mövenpick Hotels & Resorts. Toate spațiile de servicii de pe A1, cu excepția spațiilor Stupnik și Jezerane, sunt accesibile din ambele direcții de mers. Ele funcționează în mod normal 24 de ore pe zi, 7 zile pe săptămână.